# قوة ذهنية

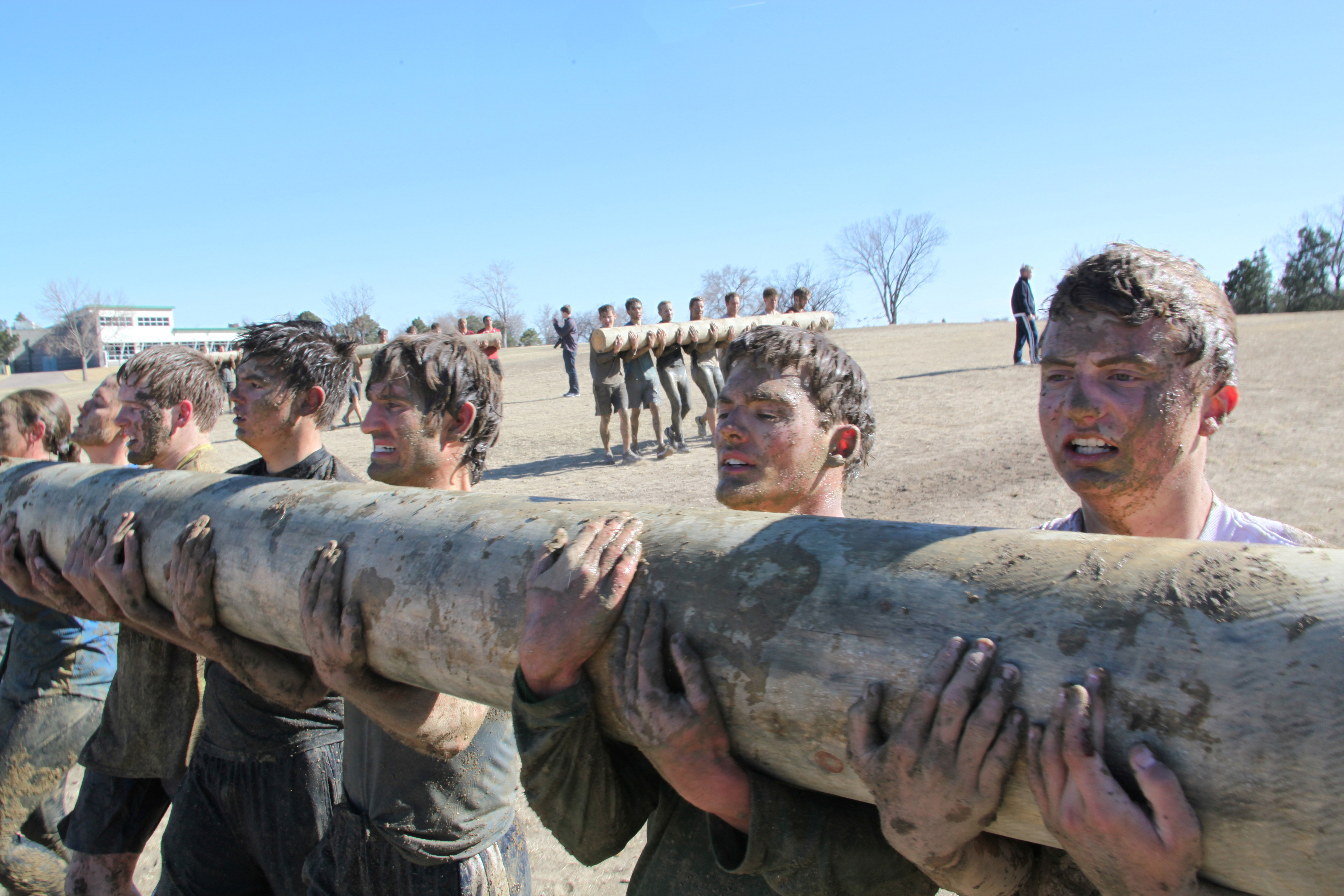

القوة الذهنية (بالإنجليزية: Mental toughness) هو مصطلح يُستخدم عادة من قِبل المدربين وعلماء النفس الرياضيين والمعلقين الرياضيين وكبار رجال الأعمال - وبشكل عام فإنه يصف مجموعة من السمات التي تسمح للشخص بالتحمل عند المرور بظروف صعبة (مثل التدريب الصعب أو الحالات التنافسية الصعبة في الألعاب) والخروج دون فقدان الثقة.
إن مصطلح القوة الذهنية هو مصطلح مثير للنقاش، حيث إن الكثير من الناس يستخدمون المصطلح بشكل تحرري للإشارة إلى أي مجموعة من الصفات الإيجابية التي تساعد الشخص على التعامل مع المواقف الصعبة. ويستخدم المدربون والمعلقون الرياضيون مصطلح القوة الذهنية بشكل متحرر لوصف الحالة الذهنية للرياضيين الذين يتحملون المواقف الرياضية الصعبة بنجاح. ولم يحاول البحث العلمي، إلا خلال السنوات العشر الأخيرة، تحديد تعريف رسمي للقوة الذهنية على أنها بناء نفسي.

## التعريفات
لقد عمم المدربون الرياضيون استخدام مصطلح القوة الذهنية وربطوه بالرياضيين الذين يبدون استعدادًا للتدريب الشاق وبذل التضحيات وتحمل المواقف الصعبة وتخطيها بنجاح. على سبيل المثال، يقول فينس لومباردي، مدرب سابق في دوري كرة القدم الأمريكية:
الدكتور جيم لوهر، الذي يعمل في معهد الأداء البشري، يُعرف في كتابه تدريب الصلابة الجديد للرياضة (The New Toughness Training for Sports) القوة الذهنية بأنها:
- «القدرة على الارتقاء بمستوى أداء موهبتك ومهارتك باستمرار بغض النظر عن الظروف التنافسية.»

"القوة الذهنية هي كل ما يتعلق بتحسين عقلك بحيث يكون دائمًا في جانبك؛ وليس يساعدك في بعض الأحيان ولا يعمل ضدك، حيث إننا نعلم جميعًا أنه قادر تمامًا على العمل." "
وقد حاول علماء النفس وعلماء النفس الرياضيون تكوين تعريف وتصور أقوى لمصطلح القوة الذهنية بأنه البناء النفسي. وعلى وجه الخصوص، قامت ثلاث فرق بحثية بإنتاج تعريف عام وتعريف بنائي للقوة الذهنية.

### جونز وهانتون وكونوتون
استخدم غراهام جونز وشيلدون هانتون وديكلان كونوتون في المملكة المتحدة علم نفس التصورات الشخصية في مقابلات مع نخبة من الرياضيين وكذلك نخبة من المدربين وعلماء النفس الرياضيين، للتوصل إلى التعريف التالي للقوة الذهنية:
- القوة الذهنية هي «امتلاك الحد النفسي الطبيعي أو المتطور الذي يمكنك من: التعامل بشكل أفضل من خصومك مع الكثير من المطالب (التنافس والتدريب ونمط الحياة) التي تتطلبها الرياضة من الشخص الرياضي؛ وعلى وجه الخصوص أن يكون الشخص أكثر اتساقًا وأفضل من خصومه في البقاء في حالة عزم وتركيز وثقة وتحكم تحت الضغوط.» (Jones, Hanton, & Connaughton, 2002, p. 209).[3]

ونشر هؤلاء الباحثون أنفسهم بحثًا ثانيًا في عام 2007 قدم أربعة أبعاد (فئات) لسمات القوة الذهنية. وتم اختصار أحد الأبعاد العامة بأنه: موقف/عقلية الممارس (لا سيما، تركيز الممارس وثقته بنفسه). وتم تلخيص ثلاثة أبعاد محددة زمنيًا: التدريب والمنافسة وما بعد المنافسة. وتنطوي هذه الأبعاد المحددة زمنيًا على سمات القوة الذهنية (مثل التعامل مع الضغوط والدفع إلى الوصول إلى الحد البدني في التدريب) التي تتعلق باستخدامها في هذه الأوقات.

### غوتشياردي وغوردون وديموك
اقترح دانيال غوتشياردي وساندي غوردون وجيمس ديموك من أستراليا تعريفًا وإطارًا مختلفًا للقوة الذهنية، استنادًا بشكل أساسي إلى عملهم مع لاعبي كرة القدم الأستراليين. وباستخدام علم نفس التصورات الشخصية، اقترح هؤلاء المؤلفون التعريف التالي للقوة الذهنية:
على الرغم من تقديم هذا التعريف من خلال العمل مع لاعبي كرة القدم الأستراليين، فقد تم تعميمه على رياضات أخرى بما في ذلك الكريكت  وكرة القدم. وهذا التعريف يتصور القوة الذهنية على أنها تتمتع بصفات رد الفعل والصفات الاستباقية، الأمر الذي يعني أن اللاعبين الأقوياء ذهنيًا يستطيعون استخدام سمات القوة الذهنية للمساعدة على التحمل والأداء الجيد أثناء المواقف المعاكسة، ولكنهم يستطيعون أيضًا توظيف سمات أخرى للقوة الذهنية عندما تسير اللعبة بشكل جيد للحفاظ على أدائهم في أفضل حال.